# Пробощув
Пробощув (пол. Proboszczów) — село в Польщі, у гміні Пельґжимка Злоторийського повіту Нижньосілезького воєводства.
Населення — 1005 осіб (2011).
У 1975-1998 роках село належало до Легницького воєводства.

## Демографія
Демографічна структура станом на 31 березня 2011 року:
|          | Загалом | Допрацездатний вік | Працездатний вік | Постпрацездатний вік |
| -------- | ------- | ------------------ | ---------------- | -------------------- |
| Чоловіки | 514     | 127                | 363              | 24                   |
| Жінки    | 491     | 90                 | 313              | 88                   |
| Разом    | 1005    | 217                | 676              | 112                  |